# Hayao Kawai
Hayao Kawai (河合隼雄 Kawai Hayao?) (1928 – 2007) fue un psicólogo junguiano japonés que ha sido descrito como "el fundador de la psicología analítica y clínica japonesa". Introdujo el concepto de terapia sandplay a la psicología japonesa. Participó en Eranos a partir de 1982. Kawai fue el director del International Research Center for Japanese Studies desde 1995 a 2001.

## Trabajos publicados
- La psique japonesa: motivos principales en los cuentos de hadas de Japón (Mukashibanashi a Nihonjin no kokoro).
- El sacerdote budista Myōe: una vida de sueños.
- Sueños, mitos y cuentos de hadas en Japón.
- El budismo y el arte de la psicoterapia.

## Premios
Kawai recibió el Premio Osaragi-Jirō en 1982 por su obra La psique japonesa: motivos principales en los cuentos de hadas de Japón. En 1988 recibió el Shincho Gakugei Prize en Cultura y Artes por El sacerdote budista Myōe: una vida de sueños.